# Standing on a Beach
Standing On A Beach is een verzamelalbum van de Engelse new-wavegroep The Cure, die in sommige landen werd uitgebracht met de titel Staring At The Sea. Beide titels komen uit de liedteksten van de debuutsingle van de band uit 1978 "Killing an Arab". Het album werd in 1986 uitgebracht door Fiction Records op vinyl, compact disc, cassette en laserdisc.
Het album bestond uit de singles van de Cure die tot dan toe waren uitgebracht. De cassetteversie bevatte tevens een groot aantal moeilijk verkrijgbare B-kantjes.

## Nummers
Kant A:
1. "Killing an Arab" - 2:22
2. "10:15 Saturday Night" - 3:37 (niet op de lp-versie)
3. "Boys Don't Cry" - 2:35
4. "Jumping Someone Else's Train" - 2:57
5. "A Forest" - 4:53
6. "Play for Today" - 3:42 (niet op de lp-versie)
7. "Primary" - 3:33
8. "Other Voices" - 4:26 (niet op de lp-versie)
9. "Charlotte Sometimes" - 4:13
10. "The Hanging Garden" - 4:21

Kant B:
1. "Let's Go to Bed" - 3:33
2. "The Walk" - 3:28
3. "The Love Cats" - 3:38
4. "The Caterpillar" - 3:38
5. "In Between Days" - 2:56
6. "Close to Me" - 3:39
7. "A Night Like This" - 4:11 (niet op de lp-versie)

B-kantjes op de cassetteversie:
1. "I'm Cold" - 2:47 (B-kant van de single "Jumping Someone Else's Train")
2. "Another Journey By Train" - 3:04 (B-kant van de single "A Forest")
3. "Descent" - 3:07 (B-kant van de single "Primary")
4. "Splintered in Her Head" - 5:16 (B-kant van de single "Charlotte Sometimes")
5. "Mr Pink Eyes" - 2:42 (B-kant van de single "The Love Cats")
6. "Happy the Man" - 2:45 (B-kant van de single "The Caterpillar")
7. "Throw Your Foot" - 3:33 (B-kant van de single "The Caterpillar")
8. "The Exploding Boy" - 2:52 (B-kant van de single "In Between Days")
9. "A Few Hours After This" - 2:26 (B-kant van de single "In Between Days")
10. "A Man Inside My Mouth" - 3:05 (B-kant van de single "Close to Me")
11. "Stop Dead" - 4:02 (van de ep Half an Octopuss)
12. "New Day" - 4:08 (van de ep Half an Octopuss)

## Albumhoes
Op de albumhoes stond een fotoportret van een gepensioneerde visser, genaamd John Button. De foto was om esthetische redenen gekozen en de persoon had verder geen relatie met The Cure.

## Singles
- 1986 - "Let's Go to Bed" (B-kant: "Boys Don't Cry")
- 1986 - "Boys Don't Cry", opnieuw ingezongen en gemixt (B-kant: "Pillbox Tales")